# B. J. Monkiewicz

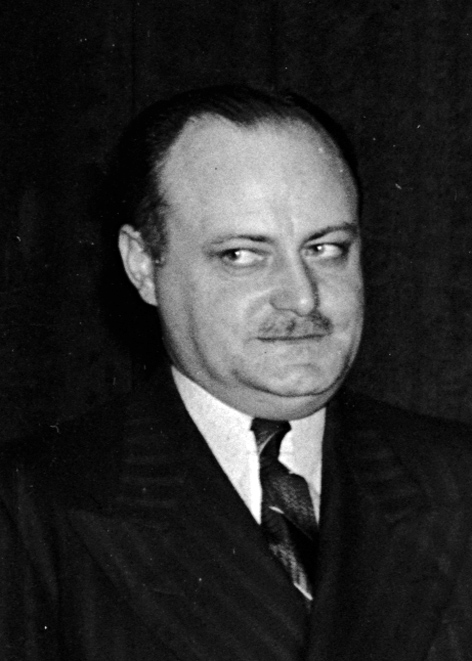
B. J. Monkiewicz (1939)

Boleslaus Joseph „B. J.“ Monkiewicz (* 8. August 1898 in Syracuse, New York; † 2. Juli 1971 in New Britain, Connecticut) war ein US-amerikanischer Politiker. Zwischen 1939 und 1941 sowie nochmals von 1943 bis 1945 vertrat er den Bundesstaat Connecticut im US-Repräsentantenhaus.

## Werdegang
Im Jahr 1899 kam Monkiewicz mit seinen Eltern aus New York nach New Britain in Connecticut. Dort besuchte er die öffentlichen Schulen einschließlich der New Britain High School, an der er im Jahr 1917 seinen Abschluss machte. Zwischen Oktober und Dezember 1918, am Ende des Ersten Weltkrieges, diente er kurzzeitig in der US Navy. Danach absolvierte er bis 1921 ein Jurastudium an der Fordham University in New York City. Er wurde aber erst im Jahr 1933 als Rechtsanwalt zugelassen und praktizierte dann in den Staaten New York und Connecticut. Außerdem stieg Monkiewicz in das Bankgewerbe ein. In den Jahren 1932 und 1933 war er Verwaltungsangestellter am Polizei- und Stadtgericht von New Britain. Zwischen 1937 und 1939 war er als Staatsanwalt tätig.
Politisch war Monkiewicz Mitglied der Republikanischen Partei. Bei den Kongresswahlen des Jahres 1938, die für den sechsten Abgeordnetensitz von Connecticut staatsweit abgehalten wurden, wurde er in das US-Repräsentantenhaus in Washington, D.C. gewählt, wo er am 3. Januar 1939 die Nachfolge des Demokraten William M. Citron antrat. Da er bei den Wahlen des Jahres 1940 Lucien J. Maciora unterlag, konnte er bis zum 3. Januar 1941 zunächst nur eine Legislaturperiode im Kongress absolvieren. Zwei Jahre später konnte er bei den Wahlen des Jahres 1942 sein Mandat von Maciora zurückgewinnen. Damit konnte er zwischen dem 3. Januar 1943 und dem 3. Januar 1945 eine weitere Legislaturperiode im Kongress verbringen, die von den Ereignissen des Zweiten Weltkrieges geprägt war.
Bei den Wahlen des Jahres 1944 verlor B. J. Monkiewicz gegen Joseph F. Ryter. In den folgenden Jahren praktizierte er wieder als Anwalt. Außerdem wurde er Beauftragter des Staates Connecticut für die Arbeitslosenunterstützung. Zwischen 1947 und 1953 gehörte er dem Bundesbegnadigungsausschuss in Washington an und von 1961 bis 1968 war er Bezirksrichter in Connecticut. Er starb am 2. Juli 1971 in New Britain und wurde dort auch beigesetzt.